# Dienstweiler
Dienstweiler là một đô thị ở huyện Birkenfeld, bang Rheinland-Pfalz, Đức. Đô thị này có diện tích 6,69 km2, dân số cuối năm 2006 là 303 người.